# شب به خیر، آیرین
«شب به خیر، آیرین» (به انگلیسی: Goodnight, Irene) یک قطعهٔ موسیقی استاندارد فولک با سرایندهٔ نامشخص است. با این وجود به‌واسطهٔ محبوبیت نسخهٔ ضبط شدهٔ سال ۱۹۳۳ لد بلی اکثراً ساخت این قطعه را به او نسبت می‌دهند. «شب به خیر، آیرین» آهنگ امضای لد بلی به‌شمار می‌آید.
ترانه محتوایی اندوهناک و ناامیدانه دارد و راجع به عشق نافرجام راوی به زنی به‌نام آیرین است. در چند بخش از شعر، راوی صراحتاً به تمایلش به خودکشی اشاره می‌کند که معروف‌ترین آن‌ها در این جمله است: «گاهی یک خیال بزرگ برای پریدن در رودخانه و غرق شدن در سر دارم». نام رمان گاهی یک خیال بزرگ (۱۹۶۴) نوشتهٔ کن کیسی برگرفته از شعر «شب به خیر، آیرین» است.
در سال ۱۹۵۰ و شش ماه پس از آن‌که لد بلی در فقر از دنیا رفت، گروه موسیقی ویورز نسخه‌ای از «شب به خیر، آیرین» را منتشر کردند که به فروش میلیونی و محبوبیت فراگیر آن منجر شد.